# Aliağa
Aliağa là một huyện thuộc tỉnh İzmir, Thổ Nhĩ Kỳ. Huyện có diện tích 274 km² và dân số thời điểm năm 2007 là 60043 người, mật độ 219 người/km².